# Hou Hsiao-hsien
Dans ce nom chinois, le nom de famille, Hou, précède le nom personnel.
Pour les articles homonymes, voir HHH.
Hou Hsiao-hsien, souvent abrégé HHH (chinois : 侯孝賢 ; pinyin : Hóu Xiàoxián ; Wade : Hou2 Hsiao4-hsien2 ; API : /xoʊ̯˧˥ ɕi̯ɑʊ̯˥˩ ɕi̯ɛn˧˥/), est un réalisateur taïwanais, né le 8 avril 1947 dans le xian de Mei (Chine).

## Biographie

### Origines et jeunesse
Hou Hsiao-hsien naît en 1947 en Chine continentale dans le xian de Mei, dans le Guangdong, d’une famille Hakka, avant la fin de la guerre civile.
La même année, son père est affecté à Taichung sur l'île de Taiwan  où il devient secrétaire principal du maire.
En 1949, quand le gouvernement nationaliste se réfugie sur l'île, son père devient superviseur du Bureau éducatif du gouvernement de Taipei.
Enfant, il aime regarder des films et dévorer des romans chinois. Il vit dans un village de garnison et la maison de ses parents est située à côté d'un temple taoïste où ont lieu des spectacles de marionnettes et où sont données des représentations d'opéras chinois.
Il est un adolescent turbulent avec une bande de copains.
Hou effectue son service militaire à l'âge de 20 ans, et regarde jusqu'à quatre films par jour pendant ses permissions.
Son père, sa mère et sa grand-mère meurent successivement. Il part pour Taipei où il travaille dans une usine. Il s'inscrit à l'Académie nationale des arts, dans la section « Théâtre et Cinéma », et en sort diplômé. Il débute comme assistant scénariste et assistant réalisateur.

### Chef de file du cinéma d'auteur taïwanais
Hou Hsiao-hsien réalise son premier film, une comédie Cute Girl en 1980. Ce film ainsi que les deux suivants, Cheerful Wind et L'Herbe verte de chez nous, sont des films mineurs dans l'œuvre de Hou.
Comme Hou en convient lui-même, Les Garçons de Fengkuei est le premier film important de sa carrière. Ce film ouvre la partie autobiographique de son œuvre qui est poursuivie avec les films Un été chez grand-père, Un temps pour vivre, un temps pour mourir et Poussières dans le vent. En 1984 et en 1985, il remporte la Montgolfière d'or au Festival des 3 Continents à Nantes pour Les Garçons de Fengkuei, puis pour Un été chez grand-père.
Hou crée la plupart du temps des drames minimalistes où il s'intéresse à l'histoire troublée de Taïwan - et parfois de la Chine - du siècle dernier en étudiant son impact sur des petits groupes de personnages. La Cité des douleurs (A City of Sadness) montre par exemple une famille prise dans le conflit entre les Taïwanais de souche et le gouvernement nationaliste chinois récemment arrivé après la Seconde Guerre mondiale. Ce film a innové en brisant un sujet longtemps tabou et a remporté un succès important malgré son caractère apparemment non-commercial.
Hou raconte ses histoires de manière oblique, réduit l'intrigue au strict minimum et privilégie la suspension du temps. Son style se compose de très longs plan-séquences avec peu de mouvements de caméra mais une chorégraphie complexe des acteurs dans l'espace.
Il improvise beaucoup pour arriver à la forme finale de ses scènes avec le jeu dépouillé et naturel de ses acteurs. Il n'effectue généralement qu'une seule prise des séquences qu'il tourne, ne procède pas à des répétitions avec les acteurs. Il déclare : « Je fonctionne à l’instant. Si je sens que ça ne prend pas, on arrête assez vite. Si je sens que ça prend, là... Après, des contraintes influent. ».
L'image de ses films a gagné une beauté sensuelle au cours des années 1990, sous l'influence du directeur de la photographie Mark Lee Ping Bin. Concernant la picturalité de ses plans, il explique : « Je suis très sensible [à la peinture], mais je ne me réfère à aucun peintre en particulier. Je partage avec eux l’intérêt pour la construction de l’espace et de la couleur. Avec ma décoratrice et mon assistant à la réalisation, on porte beaucoup de soin à la mise en place, aux lumières. Ensuite, mon chef opérateur arrive, on procède à des ajustements et on voit si ça fonctionne. ».
Hou collabore avec l'écrivaine renommée Chu Tien-wen, à l'écriture de ses scénarios depuis L'Histoire du petit Bi (1983), film de Chen Kun-hou dont Hou a écrit le scénario et grandement participé à la mise en scène. Il a également travaillé avec le marionnettiste Li Tien-lu comme acteur, notamment dans Le Maître de marionnettes inspiré de la vie de Li.
En 2001, Hou Hsiao-Hsien révèle l'actrice Shu Qi dans Millennium Mambo, en compétition au Festival de Cannes 2001.
Hou réalise en 2003 un hommage à Yasujirō Ozu, le film Café Lumière qui ouvre le festival commémorant le centenaire de la naissance du maître. Ce film traite de thèmes récurrents chez Ozu : les tensions entre parents et enfants, entre tradition et modernité.
En 2005, Three Times qui a reçu de brillantes critiques, concourait en compétition au 58e Festival de Cannes. Cette chronique est composée de trois histoires d'amour situées en 1911, 1966 et 2005, toutes interprétées par Shu Qi et Chang Chen. Hou retrouve Shu et la compétition cannoise en 2015 avec The Assassin, fresque se déroulant sous la dynastie Tang au IXe siècle qui revisite de manière inédite le wu xia pian. Cette œuvre, à la narration complexe, reçoit également des critiques très élogieuses,,,.

### Cinéaste reconnu
Les films de Hou Hsiao-hsien ont été souvent récompensés lors des compétitions cinématographiques les plus prestigieuses. Il a ainsi reçu le Lion d'or de la Mostra de Venise pour La Cité des douleurs, le prix FIPRESCI au Festival de Berlin pour Un temps pour vivre, un temps pour mourir, et des récompenses aux festivals d'Hawaï et de Nantes.
Sept de ses films ont été sélectionnés en compétition au Festival de Cannes où il a reçu le prix du jury en 1993 pour Le Maître de marionnettes et le prix de la mise en scène en 2015 pour The Assassin. La Palme d'or lui a néanmoins toujours échappé à ce jour.
Hou Hsiao-hsien a été en outre désigné comme réalisateur de la décennie 1990 par un groupe de critiques américains et internationaux rassemblés par les magazines américains The Village Voice et Film Comment (en).
Malgré cette reconnaissance critique à l'international, son œuvre reste peu montrée en Occident en dehors des grands festivals et peu distribuée, à l'exception des réseaux de salles spécialisées ou « art et essai ».
Une rétrospective lui est consacrée à la Cinémathèque française en 2016.
Hou Hsiao-hsien a par ailleurs fait quelques apparitions comme acteur. Il a notamment tenu en 1985 le rôle masculin principal de Taipei Story, réalisé par Edward Yang.
Atteint de troubles cognitifs, il est contraint de se retirer de l'industrie cinématographique en 2023.

## Filmographie

### Réalisateur
Films de distraction, légers :
- 1980 : Cute Girl (就是溜溜的她)
- 1981 : Cheerful Wind (風兒踢踏踩)
- 1982 : L'Herbe verte de chez nous (在那河畔青草青)

Transition au cinéma d'auteur moderne:
- 1983 : L'Homme-sandwich (en) (兒子的大玩偶, The Sandwich Man) film collectif dont Hou signe l'épisode La Grande Poupée du Fils

Films autobiographiques :
- 1983 : Les Garçons de Fengkuei (風櫃來的人, The Boys From Fengkuei)
- 1984 : Un été chez grand-père (冬冬的假期, A Summer at Grandpa's)
- 1985 : Un temps pour vivre, un temps pour mourir (童年往事, A Time to Live, a Time to Die)
- 1986 : Poussières dans le vent (戀戀風塵, Dust in the Wind)

Film de transition :
- 1987 : La Fille du Nil (尼羅河的女兒, Daughter of the Nile)

Trilogie embrassant l'histoire de Taïwan :
- 1989 : La Cité des douleurs (悲情城市, A City of Sadness)
- 1993 : Le Maître de marionnettes (戲夢人生, The Puppetmaster)
- 1995 : Good Men, Good Women (好男好女)

Films en quête d'un nouveau rapport avec le présent :
- 1996 : Goodbye South, Goodbye (南國再見，南國)
- 1998 : Les Fleurs de Shanghai (海上花, Flowers of Shanghai)
- 2001 : Millennium Mambo (千禧曼波)
- 2003 : Café Lumière (咖啡時光)
- 2005 : Three Times (最好的時光)
- 2007 : Le Voyage du ballon rouge (紅氣球的旅行)

Film d'époque :
- 2015 : The Assassin (聶隱娘, Nie yinniang)

Par ailleurs, Hou a été le sujet d'un documentaire : HHH un portrait de Hou Hsiao-Hsien, réalisé en 1997 par Olivier Assayas dans la série Cinéastes de notre temps.

### Producteur
- Une vie empruntée de Wu Nien-jen (qui figure parmi les 10 films préférés des années 1990 de Martin Scorsese)
- Dust of Angels de Hsu Hsiao-ming
- Coproducteur de films de Zhang Yimou

### Acteur
- 1984 : I Love Mary, de I-Chen Ko
- 1985 : Taipei Story, de Edward Yang
- 1986 :  Lao Niang Gou Sao, de Kei Shu
- 2013 : Young Style, de Jie Liu

## Distinctions
- 1984 : Montgolfière d'or au Festival des 3 Continents pour Les Garçons de Fengkuei
- 1985 : Montgolfière d'or au Festival des 3 Continents pour Un été chez grand-père
- 1989 : Lion d'or à la Mostra de Venise pour La Cité des douleurs
- 1993 : prix du jury du Festival de Cannes pour Le Maître de marionnettes
- 1994 : prix d'aide à la distribution au Festival international de films de Fribourg pour Le Maître de marionnettes
- 2001 : prix du Jury au Festival de Cannes pour Millennium Mambo
- 2015 : prix de la mise en scène au Festival de Cannes pour The Assassin